# Байсал
Байсал (каз. Байсал) — село в Кызылжарском районе Северо-Казахстанской области Казахстана. Входит в состав Светлопольского сельского округа. Код КАТО — 595065200.

## География
Расположено около озера Байсал.

## Население
В 1999 году население села составляло 394 человека (187 мужчин и 207 женщин). По данным переписи 2009 года в селе проживало 210 человек (105 мужчин и 105 женщин).